# Coursegoules (tổng)
Tổng Coursegoules là một tổng của Pháp. Tổng này nằm ở tỉnh Alpes-Maritimes trong vùng Provence-Alpes-Côte d'Azur.

## Các đơn vị hành chính
Tổng Coursegoules contient les villes de Gréolières, Bouyon, Coursegoules, Cipières, Bézaudun-les-Alpes, Roquestéron-Grasse, Conségudes và Les Ferres.

## Lịch sử
| Ngày bầu cử | Tên                       | Đảng | Tư cách               |
| ----------- | ------------------------- | ---- | --------------------- |
|             |                           |      |                       |
| 1967        | Dr Michel Salvadori       |      |                       |
| 1973        | Dr Michel Salvadori       |      |                       |
| 1979        | Dr Michel Salvadori       |      |                       |
| 1985        | M. Jean-Pierre Mascarelli | RPR  | Thị trưởng của Bouyon |
| 1986        | M. Jean-Pierre Mascarelli | RPR  | Thị trưởng của Bouyon |
| 1992        | M. Jean-Pierre Mascarelli | RPR  | Thị trưởng của Bouyon |
| 1998        | M. Jean-Pierre Mascarelli | RPR  | Thị trưởng của Bouyon |
| 2004        | M. Jean-Pierre Mascarelli | UMP  | Thị trưởng của Bouyon |

## Biến động dân số
| 1882                                         | 1926 | 1962 | 1968 | 1975 | 1982 | 1990 | 1999  |
|                                              |      |      |      |      |      |      | 1 728 |
| -------------------------------------------- | ---- | ---- | ---- | ---- | ---- | ---- | ----- |
| Số liệu từ năm 1990: Dân số không tính trùng |      |      |      |      |      |      |       |